# Conservatorii și Reformiștii Europeni
Grupul Conservatorilor și Reformiștilor Europeni (abreviat CRE)  este un grup politic din Parlamentul European moderat eurosceptic și anti-federalist. CRE este grupul parlamentar al Partidului Conservatorilor și Reformiștilor Europeni (Partidul CRE), dar de asemenea include eurodeputați de la alte partide europene și eurodeputați neafiliați.
Ideologic, grupul este în mare eurosceptic, anti-federalist și de dreapta, cu fracțiuni de centru-dreapta și extremă dreapta. Obiectivul principal al CRE este de a se opune integrării europene necontrolate, extinderii și evoluției potențiale a Uniunii Europene (UE) într-un superstat european federal pe baza eurorealismului și să se asigure că UE nu încălcă puternic treburile interne de stat și și luarea deciziilor regionale în țările membre UE. De asemenea, pledează pentru controale mai stricte asupra imigrației. CRE conține facțiuni ale partidelor conservatoare din punct de vedere social, populiste de dreapta, conservatoare liberale, creștin-democrate, de extremă dreapta și național-conservatoare, care subscriu toate la o poziție anti-federalistă și eurorealistă sau eurocritică.
În cadrul CRE, unele partide și eurodeputați promovează un euroscepticism moderat, spre deosebire de o respingere totală a existenței UE caracterizată de anti-EU-ism sau euroscepticismul dur, prin solicitarea reformei democratice a UE, mai multă transparență, modificări ale UE. Politicile de migrație/azil ale zonei euro și ale UE și reducerea unora dintre puterile și birocrația UE, menținând în același timp liberul comerț și cooperarea nerestricționate între națiuni. Alte partide și deputați individuali din cadrul grupului susțin retragerea completă din bloc, referendumurile privind apartenența la UE și opoziția față de zona euro.
CRE a fost fondată în jurul Mișcării pentru Reformă Europeană, după alegerile europene din 2009, la ordinul liderului Partidului Conservator Britanic David Cameron.
În timpul celui de al 10-lea Parlament European, cel mai mare partid din grup ca număr de eurodeputați este Frații Italiei (FdI), urmat de partidul polonez Lege și Justiție (PiS).

## Membrii prezenți în Parlamentul European
Grupul Conservatorilor și Reformiștilor Europen cuprinde următoarele partide naționale:

### 2024-prezent
| Țară              | Partid național | Partid european | Partid european | MPE      | Parlamentul național |
| ----------------- | --- | --------------- | --------------- | -------- | -------------------- |
| Belgia            | Noua Alianță Flamandă Nieuw-Vlaamse Alliantie (N-VA)                                                                                               |                 | EFA             | 3 / 21   | 33 / 122             |
| Bulgaria          | Există un Astfel de Popor Има такъв народ (ITN) |                 | Nu are          | 1 / 17   | 16 / 240             |
| Croația           | Mișcarea Patriei Domovinski pokret (DP) |                 | Nu are          | 1 / 12   | 11 / 151             |
| Cipru             | Frontul Național Popular Εθνικό Λαϊκό Μέτωπο (ELAM)                                                                                                |                 | Nu are          | 1 / 6    | 3 / 56               |
| Republica Cehă    | Partidul Civic Democrat Občanská demokratická strana (ODS)                                                                                         |                 | Partidul CRE    | 3 / 21   | 57 / 281             |
| Danemarca         | Democrații Danemarcei Danmarksdemokraterne (Æ) |                 | Nu are          | 1 / 15   | 14 / 179             |
| Estonia           | Independent Jaak Madison |                 | Independent     | 1 / 7    | –                    |
| Finlanda          | Partidul Finlandezilor Perussuomalaiset (PS) |                 | Nu are          | 1 / 15   | 45 / 200             |
| Franța            | Mișcarea Conservatoare Mouvement conservateur (MC)                                                                                                 |                 | Nu are          | 1 / 81   | 0 / 577              |

Conservatorii și Reformiști (2024–2029) au eurodeputați în 18 state membre. Albastrul închis indică statele membre care trimit mai mulți europarlamentari, albastrul deschis indică statele membre care trimit un singur europarlamentar.

| Franța            | Independenți Nicolas Bay, Marion Maréchal, Guillaume Peltier                                                                                       |                 | Independent     | 3 / 81   | –                    |
| Grecia            | Soluția Greacă Ελληνική Λύση (ΕΛ) |                 | Nu are          | 2 / 21   | 11 / 300             |
| Italia            | Frații Italiei Fratelli d'Italia (FdI) |                 | Partidul CRE    | 24 / 76  | 184 / 600            |
| Letonia           | Alianța Națională Nacionālā Apvienība (NA) |                 | Partidul CRE    | 2 / 9    | 13 / 100             |
| Letonia           | Lista Unită Apvienotais saraksts (AS) |                 | Nu are          | 1 / 9    | 15 / 100             |
| Lituania          | Acțiunea Electorală a Polonezilor în Lituania - Alianța Familiilor Creștine Lietuvos lenkų rinkimų akcija – Krikščioniškų šeimų sąjunga (LLRA–KŠS) |                 | Partidul CRE    | 1 / 11   | 3 / 141              |
| Lituania          | Uniunea Fermierilor și Verzilor Lituaneni Lietuvos valstiečių ir žaliųjų sąjunga (LVŽS)                                                            |                 | Nu are          | 1 / 11   | 19 / 141             |
| Luxemburg         | Alternativa pentru Reformă Democratică Alternativ Demokratesch Reformpartei (ADR)                                                                  |                 | Partidul CRE    | 1 / 6    | 5 / 60               |
| Țările de Jos     | Partidul Politic Reformat Staatkundig Gereformeerde Partij (SGP)                                                                                   |                 | ECPM            | 1 / 31   | 5 / 225              |
| Polonia           | Lege și Justiție Prawo i Sprawiedliwość |                 | Partidul CRE    | 18 / 52  | 193 / 560            |
| Polonia           | Polonia Suverană Suwerenna Polska (SP) |                 | Nu are          | 2 / 52   | 17 / 560             |
| România           | Alianța pentru Unirea Românilor (AUR) |                 | Partidul CRE    | 3 / 33   | 89 / 466             |
| România           | Acțiunea Conservatoare (AC) |                 | Nu are          | 2 / 33   | 0 / 466              |
| România           | Partidul Național Conservator Român (PNCR) |                 | ECPM            | 1 / 33   | 0 / 466              |
| Suedia            | Democrații Suedezi Sverigedemokraterna (SD) |                 | Partidul CRE    | 3 / 21   | 72 / 349             |
| Uniunea Europeană | Total | Total           | Total           | 78 / 705 | 78 / 705             |

### 2019-2024

Conservatorii și Reformiști (2019–2024) au eurodeputați în 15 state membre. Albastrul închis indică statele membre care trimit mai mulți europarlamentari, albastrul deschis indică statele membre care trimit un singur europarlamentar.

| Țară              | Partid național | Partid european | Partid european | MPE      | Parlamentul național |
| ----------------- | --- | --------------- | --------------- | -------- | -------------------- |
| Belgia            | Noua Alianță Flamandă Nieuw-Vlaamse Alliantie (N-VA)                                                                                               |                 | EFA             | 3 / 21   | 34 / 210             |
| Bulgaria          | IMRO – Mișcarea Națională Bulgară ВМРО – Българско Национално Движение (ВМРО-БНД)                                                                  |                 | Partidul CRE    | 2 / 17   | 0 / 240              |
| Croația           | Partidul Conservator Croat Hrvatska konzervativna stranka (HKS)                                                                                    |                 | Partidul CRE    | 1 / 12   | 2 / 151              |
| Republica Cehă    | Partidul Civic Democrat Občanská demokratická strana (ODS)                                                                                         |                 | Partidul CRE    | 4 / 21   | 34 / 281             |
| Germania          | Partidul Familiei din Germania Familienpartei Deutschlands                                                                                         |                 | ECPM            | 1 / 96   | 0 / 709              |
| Grecia            | Soluția Greacă Ελληνική Λύση (ΕΛ) |                 | Nu are          | 1 / 21   | 12 / 300             |
| Italia            | Frații Italiei Fratelli d'Italia (FdI) |                 | Partidul CRE    | 6 / 76   | 119 / 951            |
| Letonia           | Alianța Națională Nacionālā Apvienība (NA) |                 | Partidul CRE    | 2 / 8    | 13 / 100             |
| Lituania          | Acțiunea Electorală a Polonezilor în Lituania - Alianța Familiilor Creștine Lietuvos lenkų rinkimų akcija – Krikščioniškų šeimų sąjunga (LLRA–KŠS) |                 | Partidul CRE    | 1 / 11   | 3 / 141              |
| Țările de Jos     | JA21 Juiste Antwoord 2021 (JA21) |                 | Nu are          | 3 / 29   | 3 / 225              |
| Țările de Jos     | Partidul Politic Reformat Staatkundig Gereformeerde Partij (SGP)                                                                                   |                 | ECPM            | 1 / 29   | 3 / 225              |
| Polonia           | Lege și Justiție (Dreapta Unită) Prawo i Sprawiedliwość                                                                                            |                 | Partidul CRE    | 24 / 52  | 170 / 560            |
| Polonia           | Polonia Unită (Dreapta Unită) Solidarna Polska (SP)                                                                                                |                 | Partidul CRE    | 2 / 52   | 16 / 560             |
| Polonia           | Independent |                 | Partidul CRE    | 1 / 52   | -                    |
| România           | Partidul Național Țărănesc Creștin Democrat Partidul Alternativa Dreaptă                                                                           |                 | ECPM            | 1 / 33   | 0 / 466              |
| Slovacia          | Libertate și Solidaritate Sloboda a Solidarita (SaS)                                                                                               |                 | Partidul CRE    | 2 / 14   | 10 / 150             |
| Spania            | Vox |                 | Partidul CRE    | 4 / 59   | 33 / 615             |
| Suedia            | Democrații Suedezi Sverigedemokraterna (SD) |                 | Partidul CRE    | 3 / 21   | 72 / 349             |
| Uniunea Europeană | Total | Total           | Total           | 62 / 705 | 62 / 705             |
| [ 26 ] [ 27 ]     | |                 |                 |          |                      |

## Legături externe
- Conservatorii și Reformiștii Europeni